# Каборе
Еверальдо де Жезус Перейра (порт. Everaldo de Jesus Pereira), відоміший як Каборе (порт. Cabore, нар. 19 лютого 1980, Салвадор) — бразильський футболіст, що грав на позиції нападника. Відомий за виступами за низку бразильських, катарських («Умм-Салаль» і «Аль-Арабі») клубів, японський «Токіо» та південнокорейський клуб «Кьоннам». Кращий бомбардир К-Ліги 2007 року. Кращий бомбардир Ліги зірок Катару сезону 2009—20190 років.

## Ігрова кар'єра
У дорослому футболі дебютував 2003 року виступами за команду клубу «Іпітанга», в якій грав протягом року. Згодом по одному року грав у інших бразильських клубах «Віторія» (Салвадор), «Бонсучессо» та «Ітуано». У 2007 році став гравцем південнокорейського клубу «Кьоннам», у якому відразу ж став не лише основним гравцем нападу, а й кращим бомбардиром К-Ліги, відзначившись 18 забитими м'ячами у 26 проведених матчах.
На початку 2008 року Каборе став гравцем японського клубу «Токіо», проте виступи в цьому клубі в цілому були гіршими, ніж у Кореї, оскільки футболіст відзначився лише 16 м'ячами у 55 зіграних матчів у Джей-лізі. У 2009 році Каборе став гравцем катарського клубу «Аль-Арабі», і вже в новому для себе чемпіонаті став кращим бомбардиром Ліги зірок Катару (разом із Юнісом Махмудом), відзначившись 21 проведеним м'ячем. Надалі він також був одним із кращих бомбардирів команди, проте не мав такої результативності. У 2011 році Каборе став гравцем іншої катарської команди «Умм-Салаль». У цій команді він грав наступні три сезони своєї ігрової кар'єри, де був також одним із кращих бомбардирів команди, відзначившись 24 забитими м'ячами у 54 проведених матчах.
У 2014 році футболіст повернувся на батьківщину до клубу «Брагантіно», в якому після року виступів завершив футбольну кар'єру.

## Титули і досягнення
- Переможець Кубка шейха Яссіма: 2010
- Кращий бомбардир К-Ліги: 2007
- Кращий бомбардир Ліги зірок Катару: 2009—2010